# مالیووس
مالیووس(نام علمی: Maleevus disparoserratus) نام یک گونه از راسته پرنده‌کفلان است.